# Falcón
Falcón  ist einer der 23 Bundesstaaten Venezuelas. Die Hauptstadt ist Coro. Der Bundesstaat wurde nach dem ehemaligen venezolanischen Präsidenten Juan Crisóstomo Falcón benannt. 
Die Halbinsel Paraguaná im zentralen Norden des Staates wird über den Isthmus von Médanos (Sanddünen) mit dem Festland verbunden. Auf der Halbinsel, besonders in der Stadt Punto Fijo, gibt es viele Ölraffinerien. Vor der Küste liegen die ABC-Inseln.
Neben den Médanos gibt es drei weitere Nationalparks: Cueva de la Quebrada del Toro, Morrocoy und die Sierra de San Luis.

## Natur
Es gibt wichtige Mangrovegebiete im Nationalpark Morrocoy, im Naturschutzgebiet Cuare.
Prachtfregattvögel, Reiher und Flamingos sind häufig an der Küste zu sehen. Es gibt eine sehr große Anzahl an Algen. An den Küsten werden u. a. Krebse, Tintenfische, Corocoros und Hundshaie gefischt.

## Geschichte

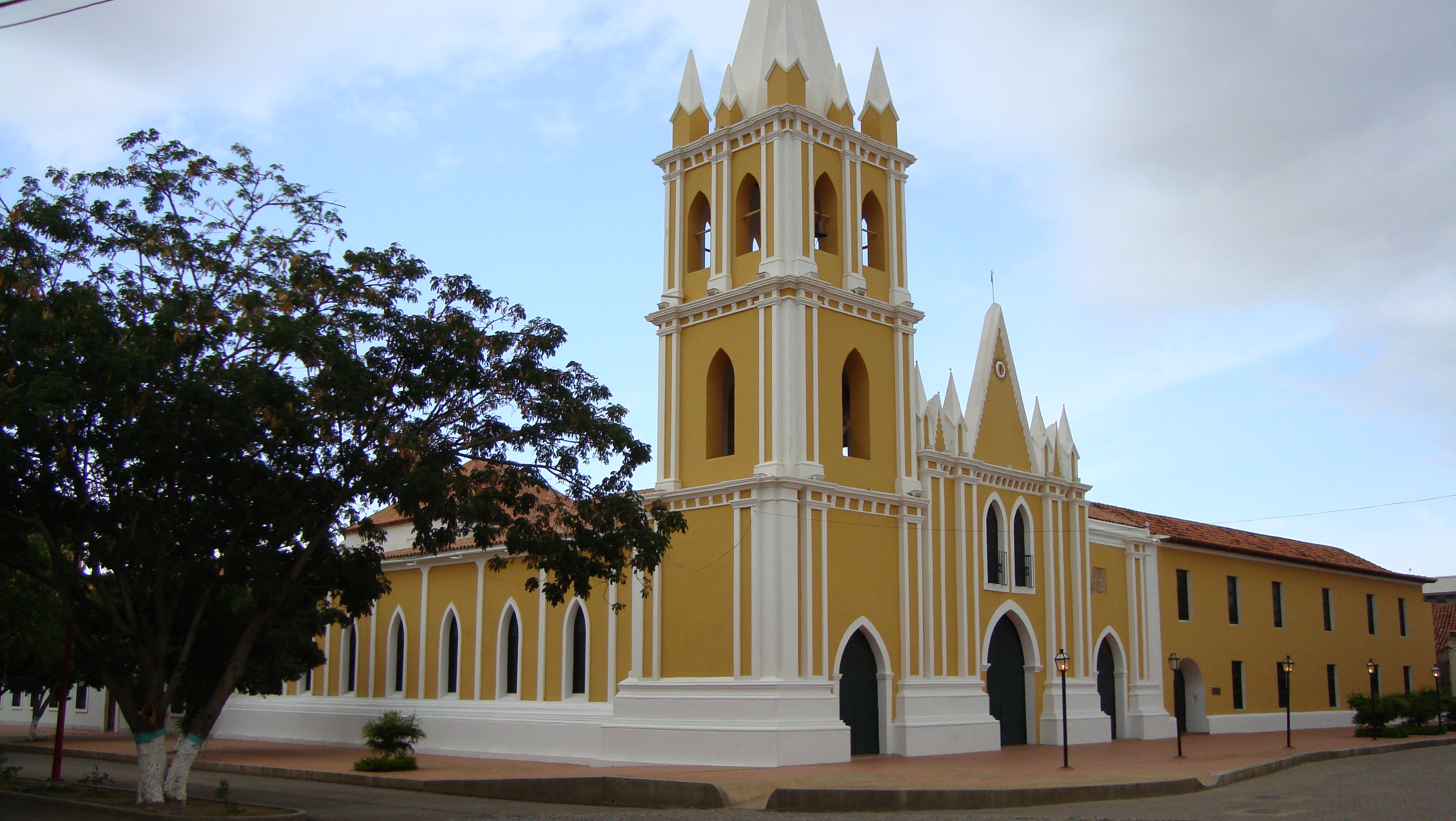
Kirche San Francisco de Coro

Vor der Ankunft der Spanier lebten verschiedene Ethnien in dieser Region. Im Zentrum lebten vor allem die Caquetíos, die der Arawak-Sprachfamilie zuzuordnen waren. Juan de Ampíes gründete 1527 die Stadt Santa Ana de Coro, nachdem er ein Abkommen mit dem Kaziken der Region Coriana abgeschlossen hatte. 
Die Welser kamen im Jahr 1529 nach Coro, um die Herrschaft über die Provinz zu übernehmen. Von hier aus starteten sie ihre Streitzüge.
Während der Kolonialzeit war Falcón ein Teil der Provinz Coro und dann der Provinz Venezuela.
Bei der Unabhängigkeitserklärung 1811 entschied sich die Provinz Coro, zusammen mit der Provinz von Maracaibo, dem spanischen Reich treu zu bleiben. Als die Unabhängigkeitstruppen die Region eroberten, wurde sie Teil des Departaments Zulia der Gran Colombia. Im Jahr 1830 wurde sie ein Teil der Republik Venezuela.

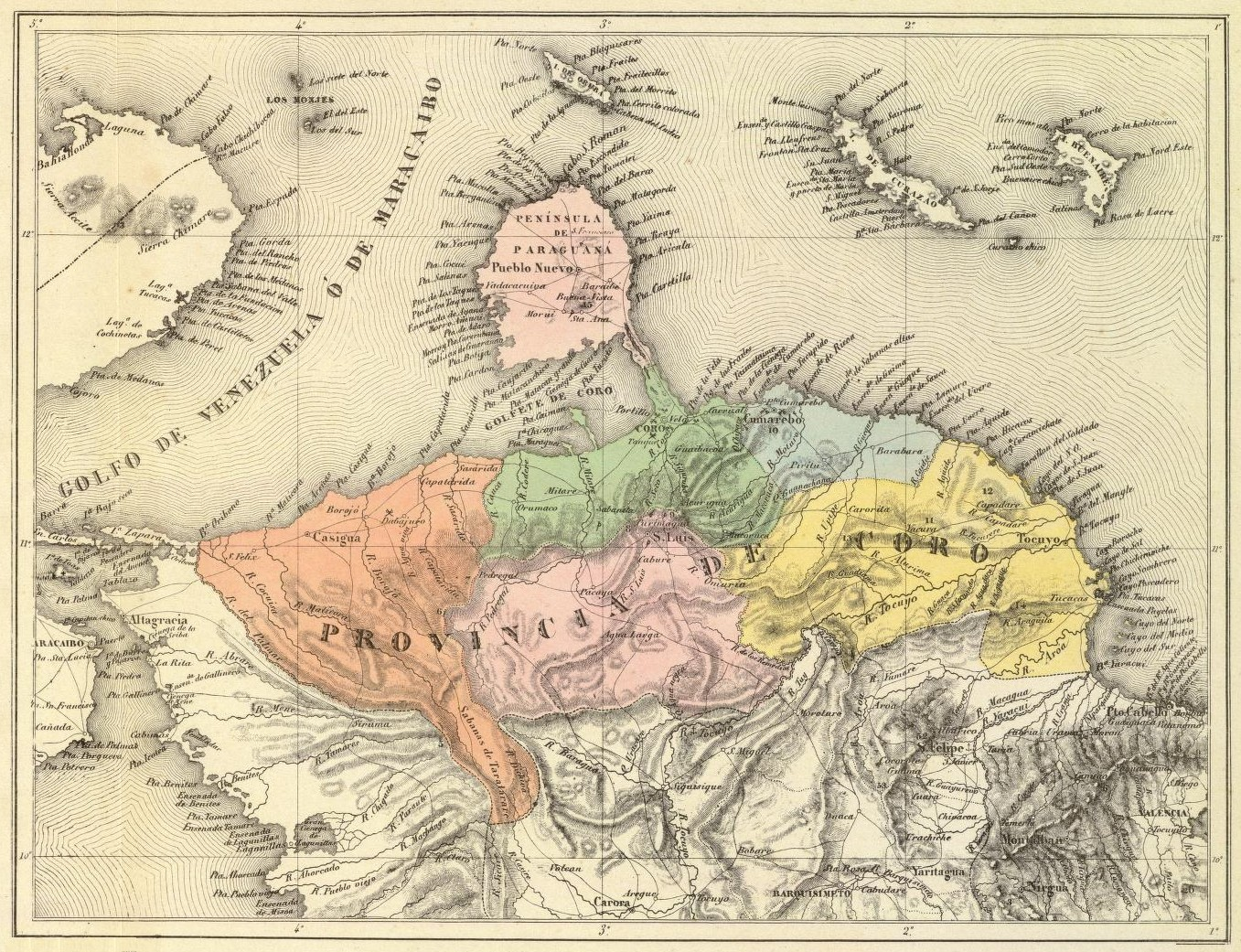
Provinz von Coro im Jahr 1840

## Wirtschaft
Falcón verfügt über sehr malerische Strände, die eine der bekanntesten Sehenswürdigkeiten Venezuelas sind. Im Norden, vor allem auf der Paraguana-Halbinsel, gibt es eine Reihe Erdölraffinerien.

## Verwaltungsgliederung
Der Staat setzt sich aus 25 Bezirken (Municipios) zusammen:
| Bezirk            | Hauptstadt               | Fläche (km²) | Bevölkerung |
| ----------------- | ------------------------ | ------------ | ----------- |
| Acosta            | San Juan de los Cayos    | 757          | 21.161      |
| Bolívar           | San Luis                 | 295          | 10.488      |
| Buchivacoa        | Capatárida               | 2.657        | 26.577      |
| Cacique Manaure   | Yaracal                  | 190          | 7.787       |
| Carirubana        | Punto Fijo               | 684          | 207.738     |
| Colina            | La Vela de Coro          | 582          | 31.926      |
| Dabajuro          | Dabajuro                 | 1.144        | 25.627      |
| Democracia        | Pedregal                 | 2.602        | 12.794      |
| Falcón            | Pueblo Nuevo             | 1.577        | 45.323      |
| Federación        | Churuguara               | 1.084        | 31.072      |
| Jacura            | Jacura                   | 1.842        | 13.529      |
| Los Taques        | Santa Cruz de Los Taques | 231          | 25.651      |
| Mauroa            | Mene de Mauroa           | 1.904        | 22.852      |
| Miranda           | Santa Ana de Coro        | 1.805        | 189.481     |
| Monseñor Iturriza | Chichiriviche            | 907          | 20.712      |
| Plamasola         | Palmasola                | 194          | 1.867       |
| Petit             | Cabure                   | 1.025        | 6.865       |
| Píritu            | Píritu                   | 1.168        | 14.165      |
| San Francisco     | Mirimire                 | 346          | 11.947      |
| Silva             | Tucacas                  | 537          | 24.919      |
| Sucre             | La Cruz de Taratara      | 840          | 7.821       |
| Tocópero          | Tocópero                 | 83           | 3.232       |
| Unión             | Santa Cruz de Bucaral    | 975          | 17.466      |
| Urumaco           | Urumaco                  | 752          | 8.102       |
| Zamora            | Puerto Cumarebo          | 619          | 34.299      |

## Sehenswürdigkeiten

### Nationalparks
- Nationalpark Los Médanos de Coro
- Nationalpark Morrocoy

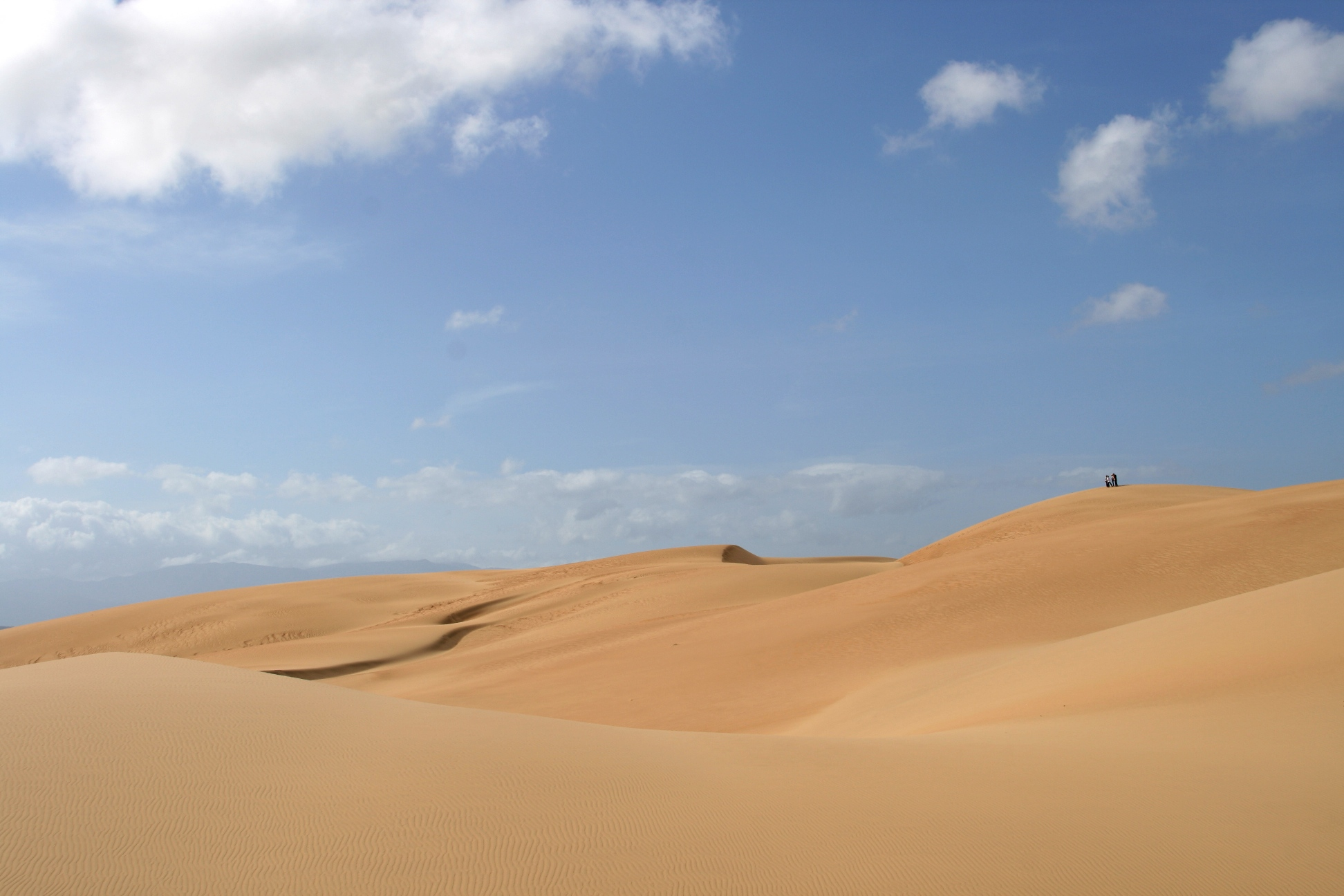
Parque Nacional Los Médanos de Coro

- Nationalpark Cueva de la Quebrada del Toro
- Nationalpark Juan Crisóstomo Falcón

- Monumento Natural Cerro Santa Ana

### Andere
- Thermalbäder von Cardón und Cuiva
- Thermalbäder von Guaibacoa
- Strand von Boca de Aroa
- Adícorastrand
- Strand von Puerto Cumarebo
- Strände bei Tucacas
- Strände bei Chichiriviche
- Strände beim Nationalpark Morrocoy
- Manaure-Bronnen

- Stausee Tacarigua-Jatira
- Wasserfall Hueque
- Naturgebiet von Cuare

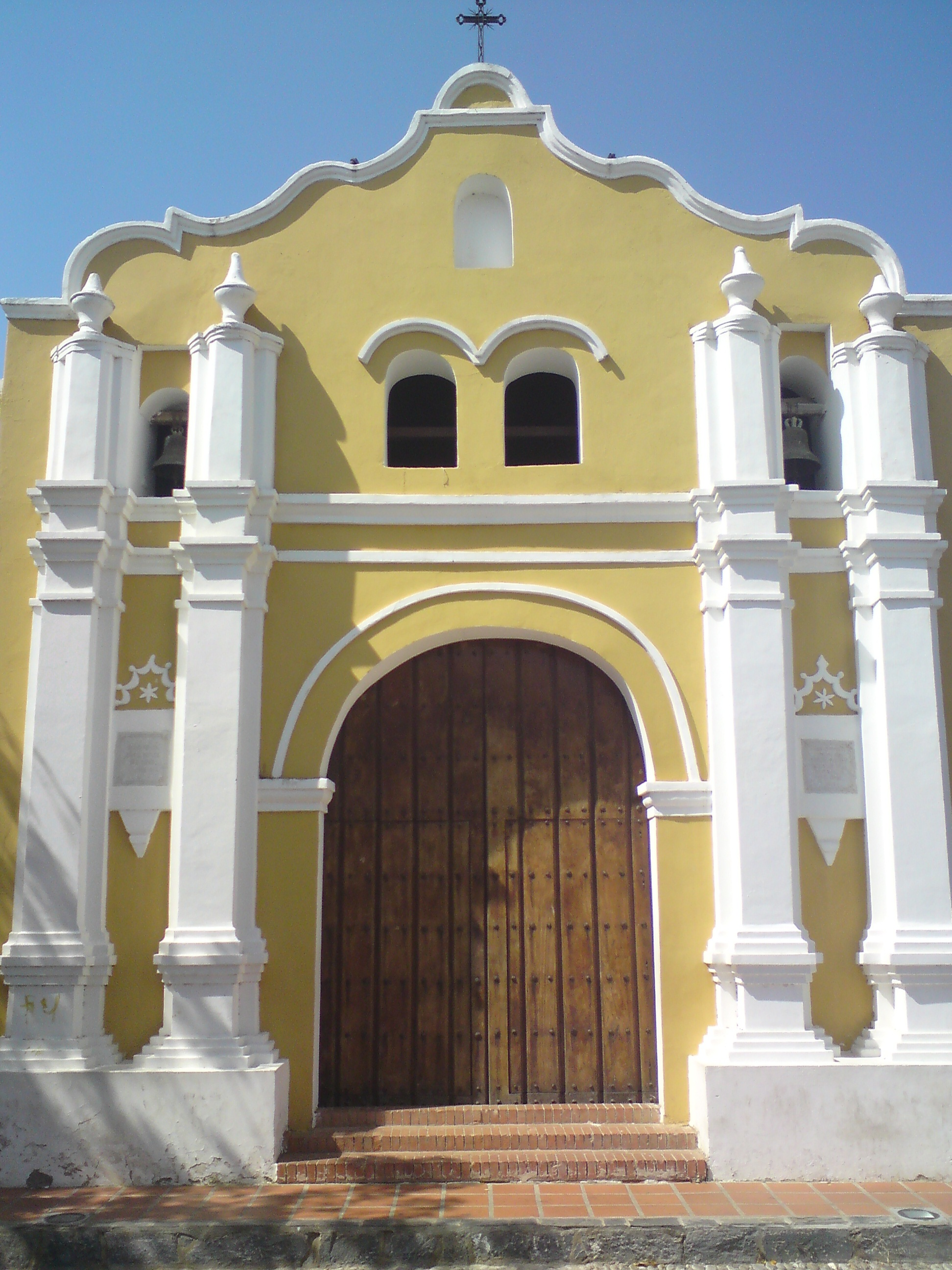
Fassade der Kirche

- Die Höhle des Indios (Cueva del Indio)
- Altstadt und Hafen von Coro